# Plumularia cylindrica
Plumularia cylindrica är en nässeldjursart som beskrevs av Gustav Heinrich Kirchenpauer 1876. Plumularia cylindrica ingår i släktet Plumularia och familjen Plumulariidae. Inga underarter finns listade i Catalogue of Life.